# Château de Blainville-Crevon
Le château de Blainville est un ancien château fort, maintes fois remanié, aujourd'hui en ruine, qui se dresse sur le territoire de la commune française de Blainville-Crevon, dans le département de la Seine-Maritime, en région Normandie. Les vestiges sont inscrits au titre des monuments historiques.

## Localisation
Les ruines sont situées sur la commune de Blainville-Crevon, dans le département français de la Seine-Maritime.

## Historique
En 1172, est mentionné un Geoffroy de Mauquenchy.
On attribue la construction du château, sur un site plus ancien, à Jean IV de Mauquenchy (v. 1322-1391) dit Mouton, maréchal de Blainville, serviteur de Charles V et compagnon de Bertrand du Guesclin.
Le fief de Blainville, devenu une forteresse, passe ensuite à la famille d'Estouteville. Au début du XVe siècle, Colart d'Estouteville, gendre de Jean IV, capitaine d'Arques et de Cherbourg, répare le château à la suite d'un incendie.
Confisqué par les Anglais lors de la guerre de Cent Ans puis repris en 1435, il est alors la possession de Jean d'Estouteville. Ce dernier restaure le château et fonde la collégiale Saint-Michel[réf. incomplète].
Passé par héritage à la famille protestante des Alègre, le château est assiégé et pris par Tavannes, commandant des Ligueurs rouennais lassés des incursions du seigneur de Blainville qui avait réussi à s'introduire dans le château de Rouen. Au moment de la reconquête de la Normandie, Henri IV aurait tenu un conseil de guerre au château de Blainville, la veille de la chute de Rouen[Quoi ?].
Au XVIIe siècle, le château passe par mariage à Jean-Baptiste Colbert de Seignelay qui devint en 1690 marquis de Blainville. La terre passe ensuite aux Montmorency-Luxembourg et revient à la famille Colbert-Seignelay dont le dernier propriétaire fait raser en 1780 la forteresse médiévale pour la remplacer par un château dans le style du XVIIIe siècle resté inachevé.
Vendu comme bien d'émigré, le château de Blainville est entièrement rasé en 1797 pendant la Révolution.

## Protection
Les vestiges du château sont inscrits au titre des monuments historiques par arrêté du 5 décembre 1977.

## Pour approfondir